# Ivan Bošković
Ivan Bošković (in serbo Иван Бошковић?; Nikšić, 1º gennaio 1982) è un allenatore di calcio ed ex calciatore montenegrino, di ruolo attaccante, tecnico del So'g'diyona.

## Palmarès

### Individuale
- Capocannoniere del campionato montenegrino: 1

2009-2010 (28 reti)